# El Rebato
El Rebato, anomenat també Can Vermell, és un nucli de població del municipi de Subirats (Alt Penedès), situat a l'extrem nord-est del municipi, a la riba dreta del riu Anoia. El seu nom correspon a la masia a l'entorn de la qual es formà. S'hi accedeix per la carretera comarcal C-243b, en un trencall a l'esquerra de la marxa en direcció a Gelida, a l'alçada de l'accés a Torre-ramona. Destaquen la masia del Maset de Can Ros i la font del Rebato, que es troba en un paratge molt pintoresc.